# Centraal Pangea Gebergte

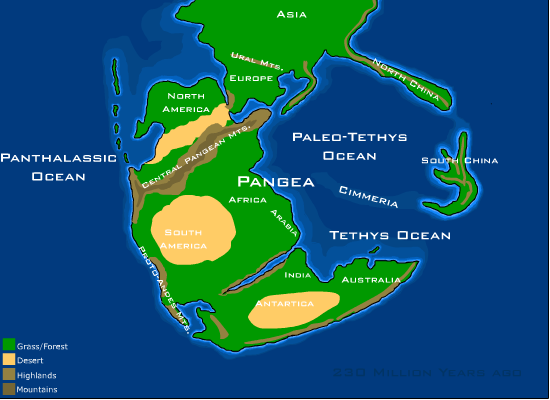
Kaart van Pangaea, met daarop het Centraal Pangea Gebergte

Het Centraal Pangea Gebergte was een gebergte in centraal Pangea gedurende het Trias. Het gebergte scheidde Noord- van Zuid-Pangea.
De Appalachen, Ouachita Mountains, Anti-Atlas en het grootste deel van de Schotse Hooglanden zijn restanten van dit gebergte. 